# Gare de Tucson
La gare de Tucson est une gare ferroviaire des États-Unis située à Tucson dans l'État de l'Arizona.

## Histoire
Elle est mise en service en 1907 par la Southern Pacific Transportation Company.

## Service des voyageurs

### Desserte
Les liaisons longue-distance qui desservent la gare sont :
- le Sunset Limited: Los Angeles - La Nouvelle-Orléans
- le Texas Eagle: Los Angeles - Chicago

Les deux trains sont combinés entre Los Angeles et San Antonio. Il y a trois services dans chaque sens par semaine. Les passages vers Los Angeles ont lieu les mardi, jeudi et dimanche en soirée et vers l'est, les arrêts ont lieu les lundi, jeudi et samedi en matinée.